# Bolzwang
Bolzwang ist ein Gemeindeteil von Münsing im oberbayerischen Landkreis Bad Tölz-Wolfratshausen. Der Weiler liegt südlich von Münsing unmittelbar neben der Bundesautobahn 95 auf der Gemarkung Degerndorf.

## Geschichte
Der Name war ein Flurname und wurde im 11. Jahrhundert als „Polziwanc“ urkundlich genannt.
Der Ort gehörte bis 1978 zur ehemaligen Gemeinde Degerndorf.

## Baudenkmäler

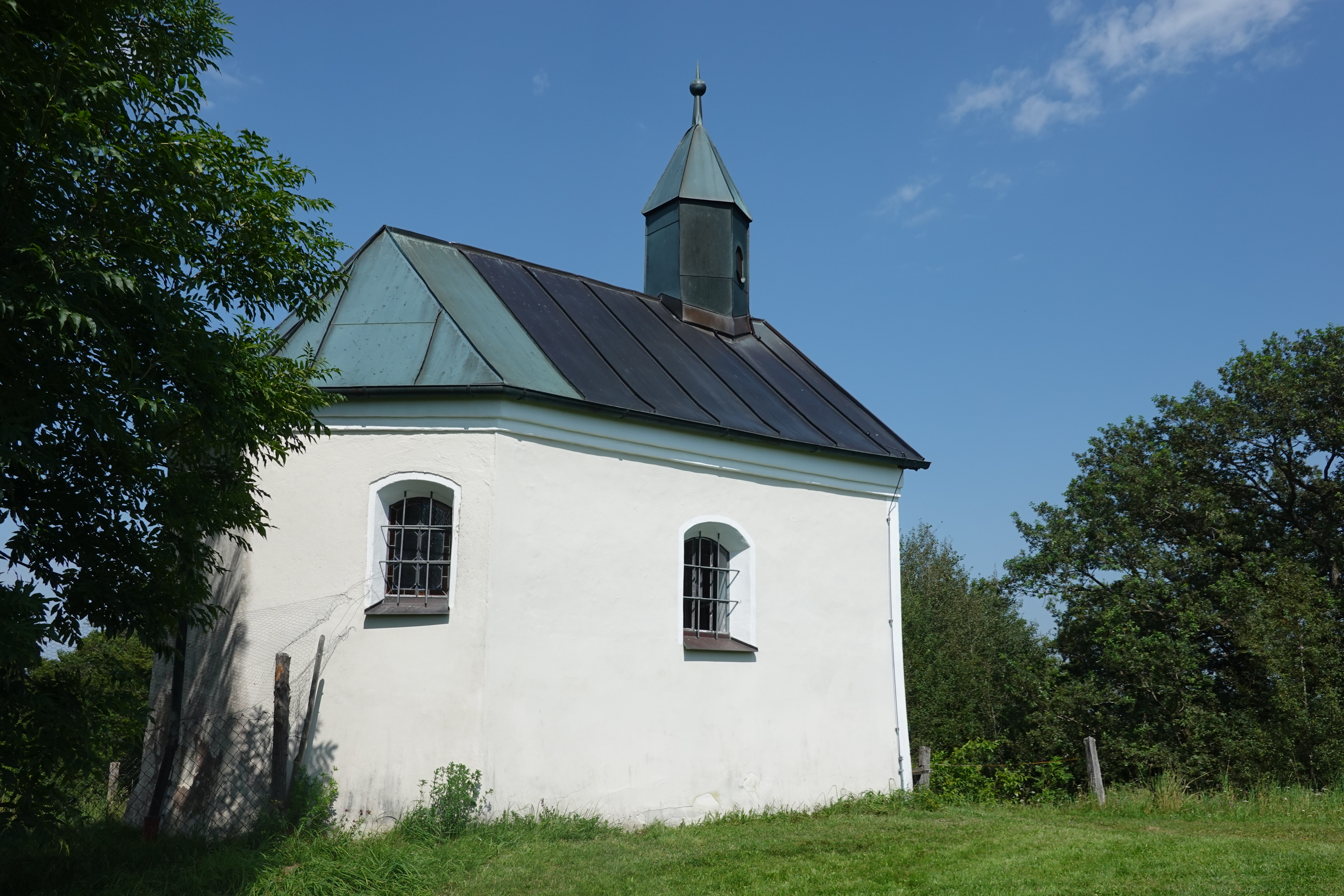
Kapelle in Bolzwang

Siehe auch: Liste der Baudenkmäler in Münsing#Andere Ortsteile
- Kapelle, erbaut 1824